# John Middleton (tävlingscyklist)
John Kenneth Middleton, född 21 juni 1906 i Coventry, död 24 januari 1991  i Bromsgrove, var en brittisk tävlingscyklist.
Middleton blev olympisk silvermedaljör i laglinjeloppet vid sommarspelen 1928 i Amsterdam.